# Медресе Ахмета-Ризы
Медресе Ахмета-Ризы — мусульманское духовное учебное заведение, основанное религиозным философом и знатоком восточной литературы Ахметом-Ризой в XIX веке в Семипалатинске. Преподавались восточная литература, восточная культура. В медресе обучался Абай Кунанбаев. Здание входит в комплекс музея Абая.